# Aliza Shenhar
 (avril 2020).
Aliza Shenhar (hébreu : עליזה שנהר) est une enseignante et écrivaine israélienne qui fut présidente du collège Max Stern (en), ambassadrice d'Israël en Russie de 1994 à 1997 et maire adjointe de Haïfa.

## Biographie
Aliza Shenhar est née à Rosh Pinna, où son père travaille comme ouvrier agricole. Sa famille déménage à Haïfa quand elle a quatre ans. Elle fait des études à l'université hébraïque de Jérusalem et sort major de promotion en littérature populaire. En 1991, elle devient la première femme rectrice de l'université de Haïfa et par la même la première femme à occuper cette fonction en Israël. En 1991, elle prend la tête de la commission Shenhar, qui examine l'éducation juive dans les écoles publiques israéliennes.

## Publications
- Loved and Hated: Women in the Bible, Midrash and Modern Hebrew Literature[2]